# Jayne Ludlow
Jayne Ludlow (née le 7 janvier 1979 à Llwynpia, Rhondda Valley, pays de Galles) est une joueuse de football galloise. Elle joue pour le club anglais d'Arsenal Ladies de 2000 à 2013 et pour l'équipe du pays de Galles de football féminin où elle est la capitaine. Ludlow joue au poste de milieu de terrain.

## Carrière
Ludlow commence sa carrière de football tôt, d'abord en jouant dans une équipe de garçons avant d'intégrer une équipe de filles. À l'âge de 15 ans, Ludlow est pour la première fois sélectionnée en équipe nationale.
Après avoir abandonné son école aux États-Unis, Ludlow part à Londres et rejoint Arsenal LFC. Elle est restée dans ce club depuis et est devenue vice-capitaine.

## Palmarès
- Championnat d'Angleterre de football féminin : 8

1992-93, 1994-95, 1996-97, 2000-01, 2001-02, 2003-04, 2004-05, 2005-06.
- Coupe d'Angleterre de football féminine: 7.

1992-93, 1994-95, 1997-98, 1998-99, 2000-01, 2003-04, 2005-06.
- Coupe de la ligue d'Angleterre féminine: 8

1991-92, 1992-93, 1993-94, 1997-98, 1998-99, 1999-00, 2000-01, 2004-05.
- Joueuse de l'année de la Premier League:

2002-03, 2003-04, 2004-2005.

## Anecdotes
- Ludlow a commencé par l'athlétisme avant de devenir footballeuse. Elle détenait le record britannique du triple saut chez les moins de 17 ans et a aussi représenté la Grande-Bretagne chez les moins de 20 ans.
- Le père de Jayne Ludlow était un joueur de football professionnel.
- Son joueur préféré est Roy Keane.